# تشارلز إدوارد بيج
تشارلز إدوارد بيج (بالإنجليزية: Charles Edward Page)‏ هو كاتب وطبيب أمريكي، ولد في 23 فبراير 1840 في مين في الولايات المتحدة، وتوفي في 23 نوفمبر 1925 في Melrose Highlands, Massachusetts ‏ في الولايات المتحدة.